# Nice to Know You
«Nice to Know You» es la primera canción y segundo sencillo del álbum Morning View de la banda estadounidense de rock alternativo, Incubus. Este alcanzó número nueve en las listas de Billboard Modern Rock y Mainstream Rock, también alcanzó el número cinco en Bubbling Under Hot 100 Singles.

## Video musical
El video, dirigido por Jeb Brien, presenta a la banda interpretando la canción en un concierto en vivo.
- Datos: Q2329318